# La Houssaye-en-Brie
Pour les articles homonymes, voir Houssaye.
La Houssaye-en-Brie est une commune française située dans le département de Seine-et-Marne en région Île-de-France.

## Géographie

### Localisation
La commune est située dans la partie centrale du département de Seine-et-Marne, dans la région naturelle de la Brie.
Les villes les plus proches sont : Coulommiers à 20 km au nord-est accessible par la RD 216, Meaux à 26 km au nord accessible par la RD 436, Lagny-sur-Marne à 24 km au nord-ouest accessible par la RD 231, Melun à 31 km au sud-ouest accessible par la RD 636, Provins à 44 km au sud-est accessible par la RD 231, et Paris à 45 km au nord-ouest accessible par la RN 4,.

### Communes limitrophes
| Neufmoutiers-en-Brie  |                     | Mortcerf          |
|                       | La Houssaye-en-Brie | Crèvecœur-en-Brie |
| Les Chapelles-Bourbon | Marles-en-Brie      |                   |

### Géologie et relief

#### Géologie
La plateforme structurale supérieure de la Brie est constituée par une couche de pierre de meulières datant du Sannoisien. Celle-ci recouvre la partie nord du territoire communal.
L’exploitation de ces pierres de meulières a fourni un matériau de construction très utilisé dans la commune.
La couche de meulières est surmontée par un manteau plus ou moins régulier de limons des plateaux qui sont constitués par des dépôts argilo-sableux fins et compacts d’une fertilité importante.
Un dépôt de sables de Fontainebleau (du Stampien) affleure au lieu-dit la Houssiette, formant une couche peu épaisse.
D'anciennes marnières étaient exploitées sur le territoire, notamment au nord-ouest (mares du bois des Croulis), sur le ru de Certeau (mares du hameau des Marnières) et le long du ru de Gorneaux (Arlin). L'extraction des meulières était liée au besoin de matériaux de construction, pour les habitations et les murs d'une part, et pour la construction des routes en essor aux XVIIIe siècle et XIXe siècle d'autre part.

#### Relief
La superficie du territoire de La Houssaye-en-Brie est d’environ 1 243 hectares. Le territoire communal se situe sur le plateau agricole de la Brie, au sein de l’ensemble paysager de la Brie boisée. L'immense forêt de Crécy borde le territoire au nord.
L’occupation du sol actuelle est pour l’essentiel composée de grandes cultures, les boisements représentant près de 16 % de l’ensemble. L’urbanisation constitue 8,8 % de l’espace communal.
Le territoire présente un relief peu marqué, les points les plus bas de la commune se situant à 108 m au sud et les plus hauts à 121 m au nord.
La commune est caractérisée par une topographie de plateau agricole resserré entre deux légères dépressions ; à l’est celle du ru de Certeaux, affluent de l’Yerres par le ru de Bréon ; à l’ouest celle du ru de Certon, affluent du ru de Bréon. Le plateau est légèrement incliné vers le sud.
Les espaces naturels, champs et prairies, occupent la majeure partie du territoire communal, le site bâti, village, hameaux et autres écarts, notamment quelques fermes, étant relativement dispersé. La surface agricole utilisée a tendance à reculer face à l'urbanisation. La commune présente de nombreuses zones humides.

### Hydrographie

#### Réseau hydrographique

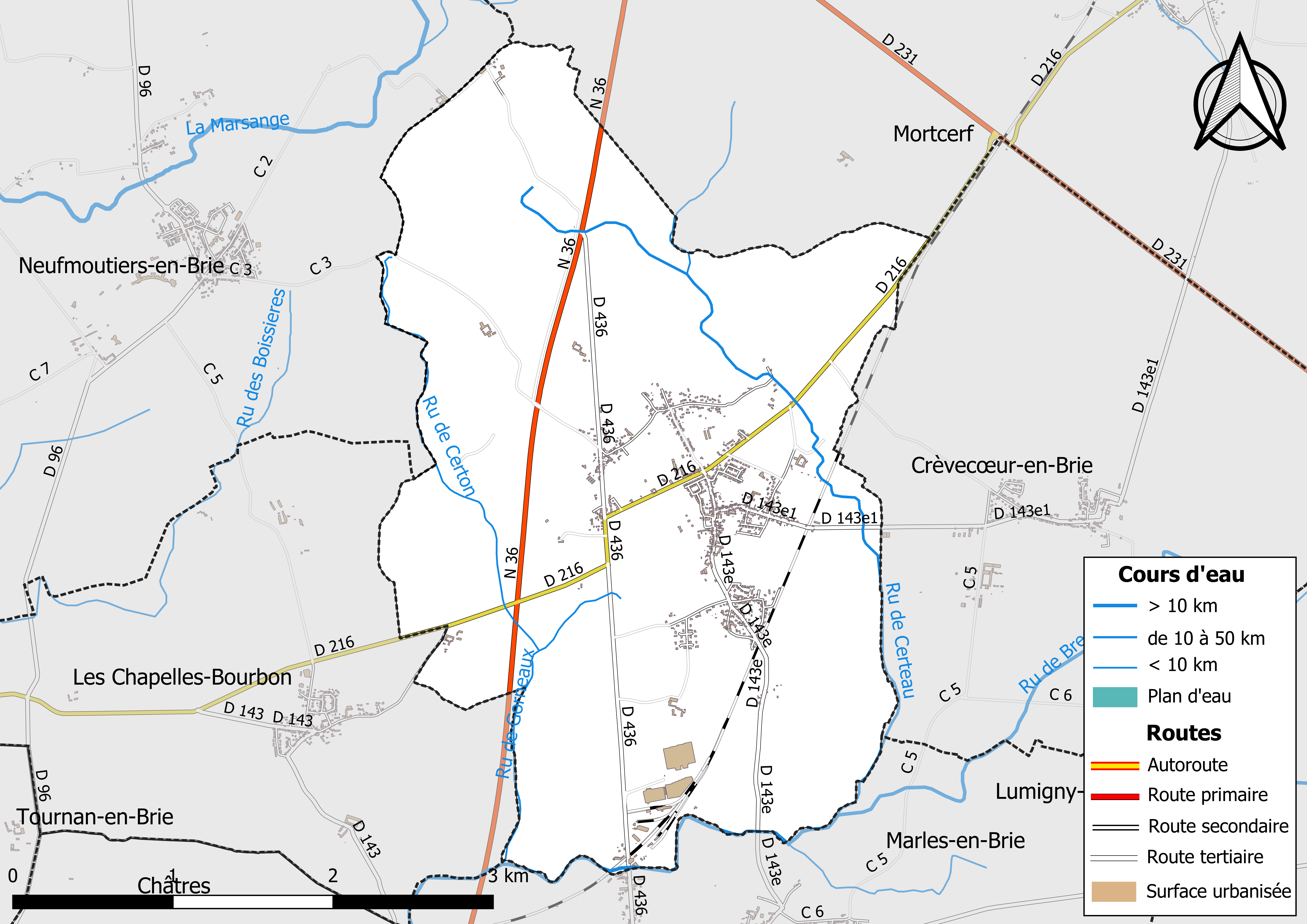
Carte des réseaux hydrographique et routier de La Houssaye-en-Brie.

Le territoire est intégralement situé sur le bassin versant du ru de Bréon, 22,13 km, affluent de l'Yerres, sous-affluent de la Seine.
La plaine est entaillée par un réseau hydrographique constitué d’une multitude de petits rus aux débits souvent intermittents : le ru de Bréon en limite communale sud et ses affluents : le ru de Certon, 3,07 km, qui longe une partie de la limite communale ouest, le ru de Certeau, 5,77 km, qui borde le territoire communal à l’est, le ru de Gorneaux, 2,14 km, auxquels il convient d'ajouter le fossé 01 des Trois Arches, 1,59 km, et le fossé 01 du Bois de la Galande, 1,33 km, qui conflue avec le ru de  Certeau.
La longueur linéaire global des six cours d'eau sur la commune est de 10,95 km.

#### Gestion des cours d'eau
Afin d’atteindre le bon état des eaux imposé par la Directive-cadre sur l'eau du 23 octobre 2000, plusieurs outils de gestion intégrée s’articulent à différentes échelles : le SDAGE, à l’échelle du bassin hydrographique, et le SAGE, à l’échelle locale. Ce dernier fixe les objectifs généraux d’utilisation, de mise en valeur et de protection quantitative et qualitative des ressources en eau superficielle et souterraine. Le département de Seine-et-Marne est couvert par six SAGE, au sein du bassin Seine-Normandie.
La commune fait partie du SAGE « Yerres », approuvé le 13 octobre 2011. Le territoire de ce SAGE correspond au bassin versant de l’Yerres, d'une superficie de 1 017 km2, parcouru par un réseau hydrographique de 450 kilomètres de long environ, répartis entre le cours de l’Yerres et ses affluents principaux que sont : le ru de l'Étang de Beuvron, la Visandre, l’Yvron, le Bréon, l’Avon, la Marsange, la Barbançonne, le Réveillon. Le pilotage et l’animation du SAGE sont assurés par le syndicat mixte pour l’Assainissement et la Gestion des eaux du bassin versant de l’Yerres (SYAGE), qualifié de « structure porteuse ».

### Milieux naturels et biodiversité

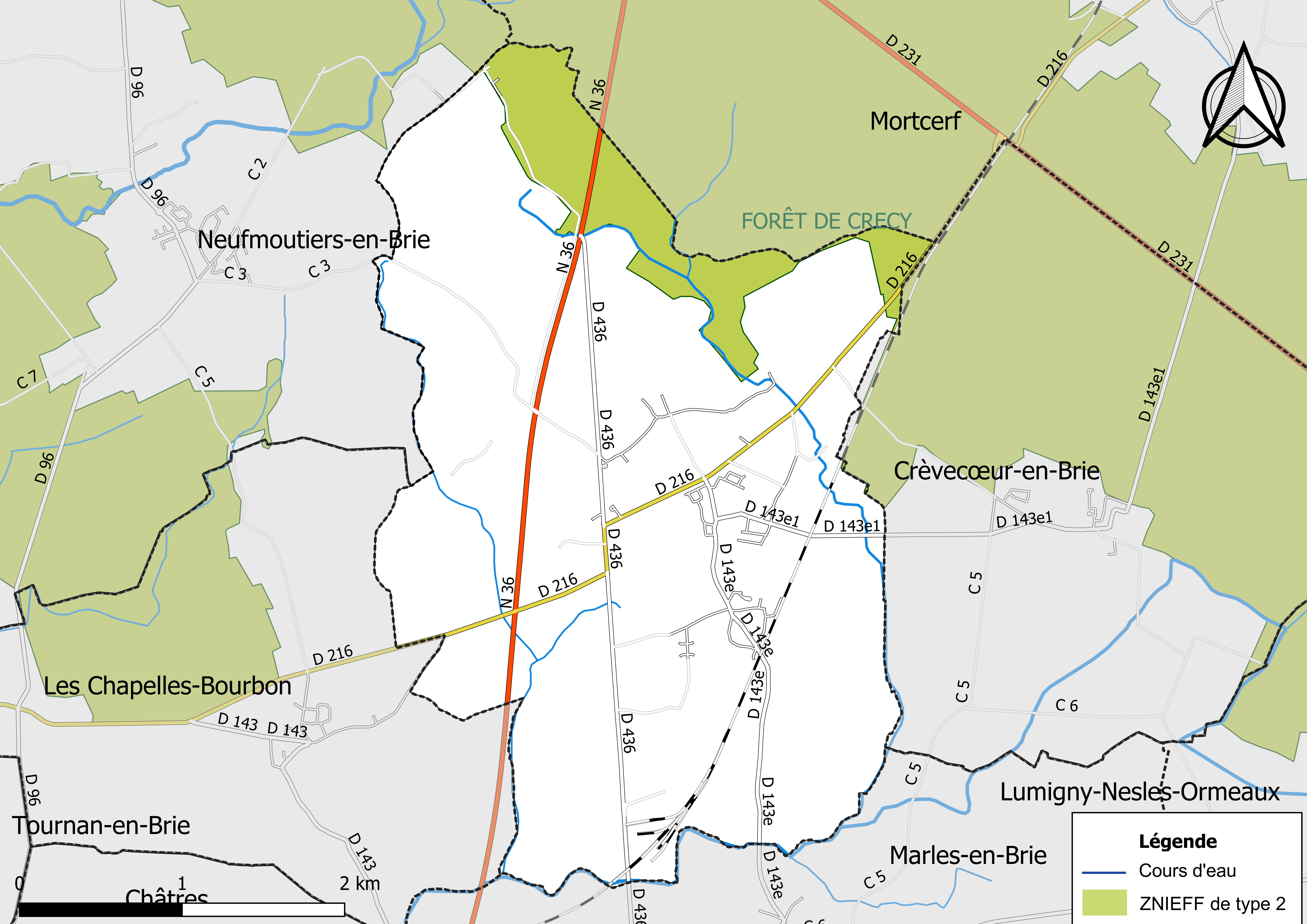
Carte des ZNIEFF de type 2 localisées sur la commune.

L’inventaire des zones naturelles d'intérêt écologique, faunistique et floristique (ZNIEFF) a pour objectif de réaliser une couverture des zones les plus intéressantes sur le plan écologique, essentiellement dans la perspective d’améliorer la connaissance du patrimoine naturel national et de fournir aux différents décideurs un outil d’aide à la prise en compte de l’environnement dans l’aménagement du territoire.
Le territoire communal de Houssaye-en-Brie comprend une ZNIEFF de type 2,,, 
la « Forêt de Crécy » (6 897,74 ha), couvrant 17 communes du département.

### Climat
Pour des articles plus généraux, voir Climat de l'Île-de-France et Climat de Seine-et-Marne.
En 2010, le climat de la commune est de type climat océanique dégradé des plaines du Centre et du Nord, selon une étude du CNRS s'appuyant sur une série de données couvrant la période 1971-2000. En 2020, Météo-France publie une typologie des climats de la France métropolitaine dans laquelle la commune est exposée à un climat océanique altéré et est dans la région climatique Nord-est du bassin Parisien, caractérisée par un ensoleillement médiocre, une pluviométrie moyenne régulièrement répartie au cours de l’année et un hiver froid (3 °C).
Pour la période 1971-2000, la température annuelle moyenne est de 10,6 °C, avec une amplitude thermique annuelle de 15,2 °C. Le cumul annuel moyen de précipitations est de 733 mm, avec 11,2 jours de précipitations en janvier et 8 jours en juillet. Pour la période 1991-2020, la température moyenne annuelle observée sur la station météorologique la plus proche, située sur la commune de Mouroux à 14 km à vol d'oiseau, est de 11,3 °C et le cumul annuel moyen de précipitations est de 721,3 mm,. Pour l'avenir, les paramètres climatiques de la commune estimés pour 2050 selon différents scénarios d'émission de gaz à effet de serre sont consultables sur un site dédié publié par Météo-France en novembre 2022.

## Urbanisme

### Typologie
Au 1er janvier 2024, La Houssaye-en-Brie est catégorisée bourg rural, selon la nouvelle grille communale de densité à sept niveaux définie par l'Insee en 2022.
Elle est située hors unité urbaine. Par ailleurs la commune fait partie de l'aire d'attraction de Paris, dont elle est une commune de la couronne,. Cette aire regroupe 1 929 communes,.

### Morphologie urbaine
Le site construit se caractérise par une partition de l’espace, avec un centre ancien de type villageois (village et hameau édifiés sur plan linéaire), mais aussi des opérations réalisées dans la seconde moitié du XXe siècle sous le coup d’opportunités foncières, avec un développement le long des voies, ou l’apparition de quartiers d’habitat individuel (lotissements). La configuration et la localisation des secteurs bâtis ont été, à l'origine, déterminées par la présence des infrastructures de desserte, RD 143 E, et RD 216 dans une moindre mesure.
Le centre du village s’est étendu le long de la RD 143 E en direction de Marles-en-Brie, puis vers Crèvecœur-en-Brie et les écarts et lieux-dits environnants (Chantepie, la Houssiette, la Garenne). Le tissu bâti, ancien, est assez resserré dans ce secteur, implanté le plus souvent à l’alignement des voies sur un parcellaire de forme longitudinale. Des murs de clôture, élevés en pierre de pays (meulière) dans la continuité des façades sur rue, renforcent cet effet. On constate que, depuis 1982, l’urbanisation s’est effectuée sous forme d’extension sur les parcelles agricoles périphériques. On peut également observer un développement important de la zone artisanale de l'Alouette au sud du territoire communal.

### Lieux-dits et écarts
La Houssiette, Chantepie, la Gonnière, la Gillotte, le Calvaire, les Marnières, Sausseux, les Étisses, la Ruette, la Ronce, le Limodin, la Villebertin.

### Logements
En 2016, le nombre total de logements dans la commune était de 653, alors qu'il était de 595 en 2006.
Parmi ces logements, 92,1 % étaient des résidences principales, 2,5 % des résidences secondaires et 5,3 % des logements vacants. Ces logements étaient pour 91,3 % d'entre eux des maisons individuelles et pour 8,4 % des appartements.
La proportion des résidences principales, propriétés de leurs occupants était de 86,7 %. La part de logements HLM loués vides (logements sociaux) était nulle.

### Occupation des sols
L'occupation des sols de la commune, telle qu'elle ressort de la base de données européenne d’occupation biophysique des sols Corine Land Cover (CLC), est marquée par l'importance des territoires agricoles (73 % en 2018), en diminution par rapport à 1990 (74,2 %). La répartition détaillée en 2018 est la suivante : 
terres arables (71 %), forêts (15,9 %), zones urbanisées (8,3 %), zones industrielles ou commerciales et réseaux de communication (2,6 %), zones agricoles hétérogènes (2 %), espaces verts artificialisés, non agricoles (0,1 %).
Parallèlement, L'Institut Paris Région, agence d'urbanisme de la région Île-de-France, a mis en place un inventaire numérique de l'occupation du sol de l'Île-de-France, dénommé le MOS (Mode d'occupation du sol), actualisé régulièrement depuis sa première édition en 1982. Réalisé à partir de photos aériennes, le Mos distingue les espaces naturels, agricoles et forestiers mais aussi les espaces urbains (habitat, infrastructures, équipements, activités économiques, etc.) selon une classification pouvant aller jusqu'à 81 postes, différente de celle de Corine Land Cover,,. L'Institut met également à disposition des outils permettant de visualiser par photo aérienne l'évolution de l'occupation des sols de la commune entre 1949 et 2018.

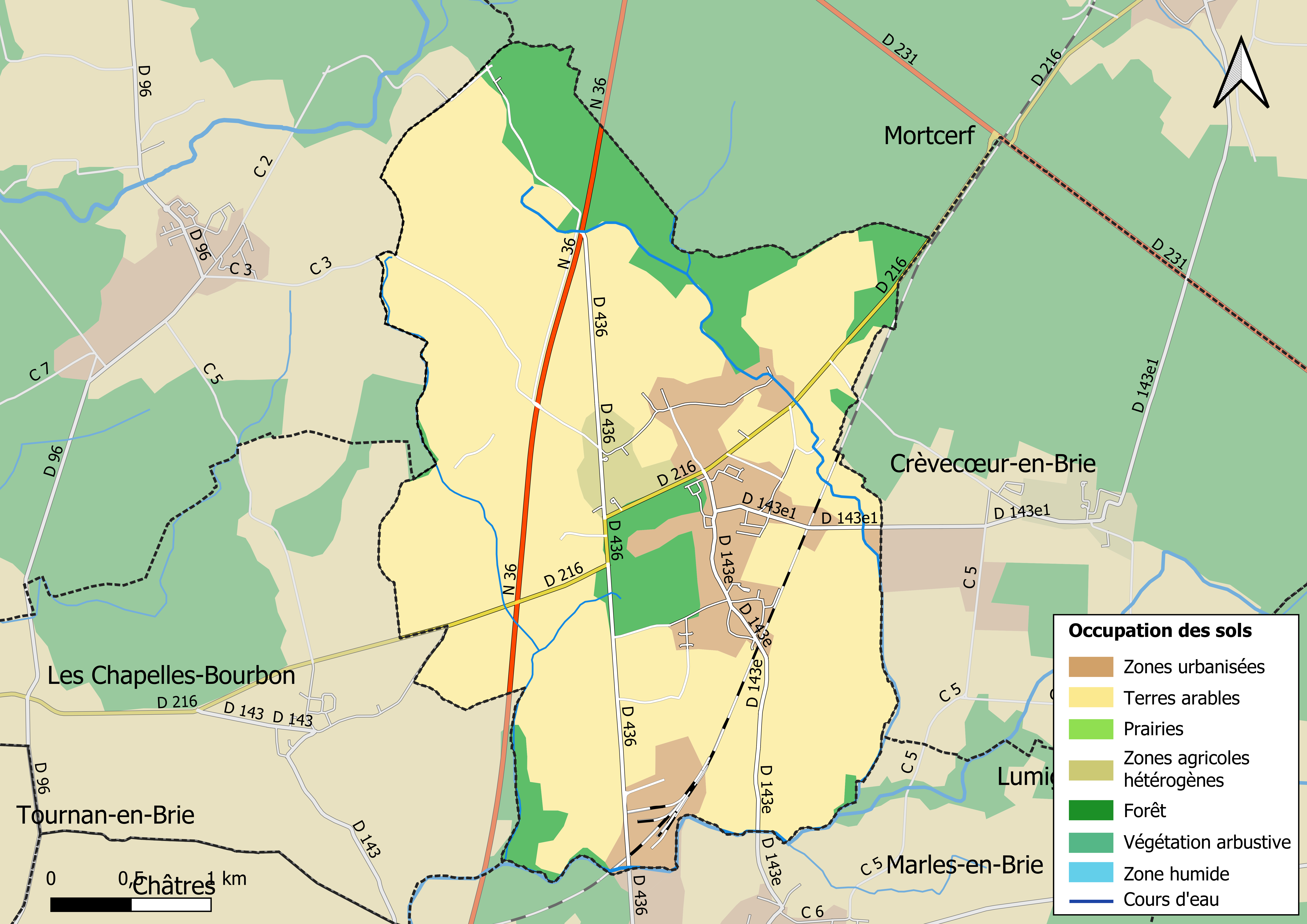
Carte des infrastructures et de l'occupation des sols en 2018 (CLC) de la commune.
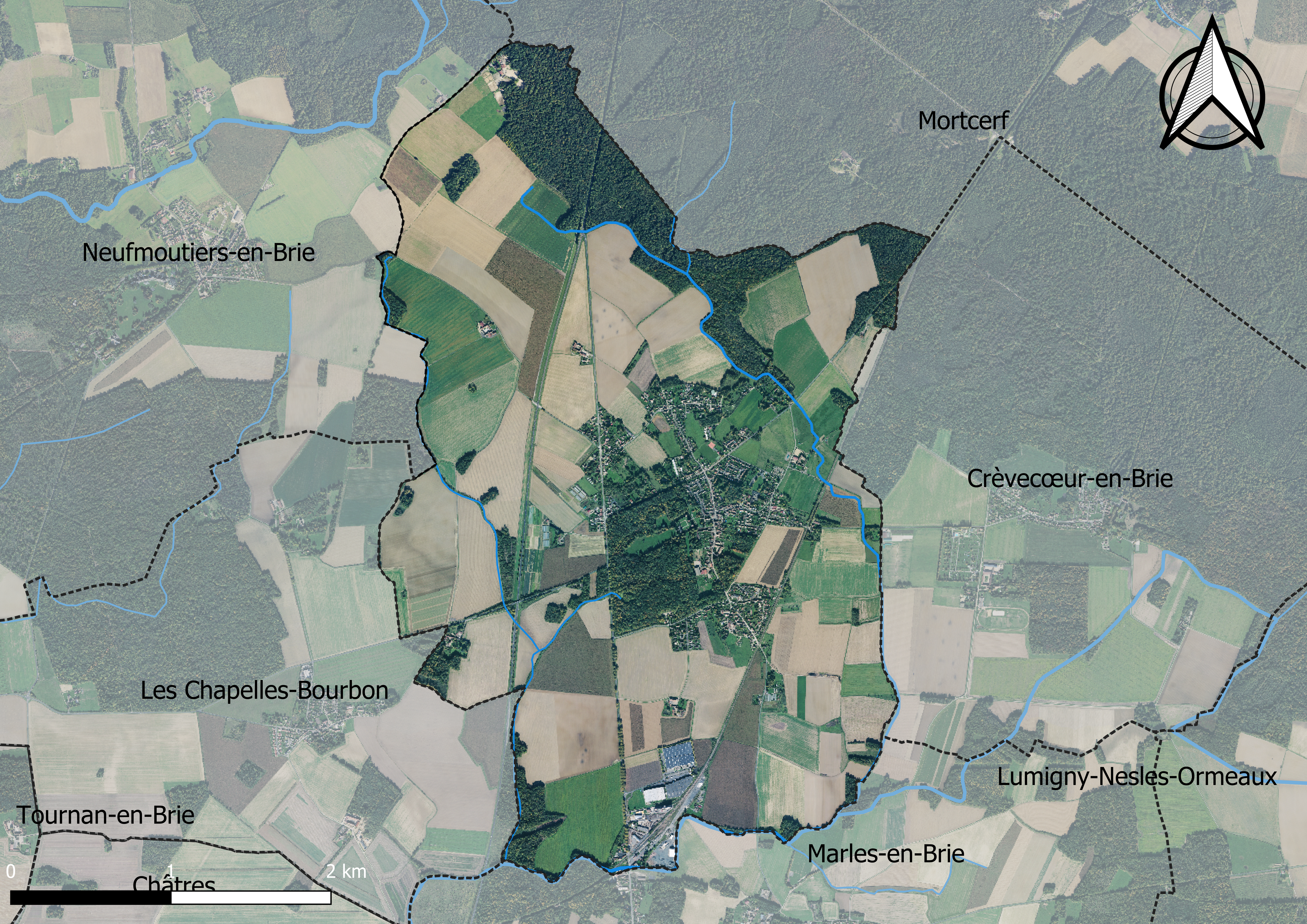
Carte orhophotogrammétrique de la commune.

### Planification
La commune disposait en 2019 d'un plan local d'urbanisme en révision. Le zonage réglementaire et le règlement associé peuvent être consultés sur le Géoportail de l'urbanisme.

### Voies de communication et transports

#### Routes

##### Historique
Le territoire communal fut traversé dès le XVIIIe siècle par la grande route rectiligne de Meaux à Melun.

##### Aujourd'hui
Le territoire communal est desservi par :
- la N 36, axe nord-sud qui permet l’accès à l’A4 vers Paris ou Meaux ou Strasbourg au nord et l’accès à la N 4 au sud vers Melun ou Tournan-en-Brie ;
- la RD 436 (ancienne N 36), qui rejoint la N 36 au nord et la RD 402 au sud à Chaumes-en-Brie, avec accès à la N 4 au niveau de Fontenay-Trésigny ;
- la RD 216 qui relie au nord-est Faremoutiers via Mortcerf à Brie-Comte-Robert au sud-ouest, via Les Chapelles-Bourbon ;
- la RD 143 E vers Crèvecœur-en-Brie et Marles-en-Brie ;

La RD 231, axe nord-ouest / sud-est structurant à l’échelle du département, tangente le nord du territoire.

#### Circulation douce
La Houssaye-en-Brie ne possède pas de piste cyclable.
Le sentier de grande randonnée GR 1 traverse la commune, entre Mortcerf  au nord et Marles-en-Brie au sud.

#### Transports en commun
La commune est desservie par une gare (Marles-en-Brie) de la ligne Paris - Coulommiers ( ).
La gare de Marles-en-Brie est située sur le territoire de La Houssaye-en-Brie, en bordure de la commune de Marles-en-Brie. La station fut mise en service le 2 février 1861 par la compagnie des chemins de fer de l'Est avec l'ouverture de la section de ligne allant de la gare de Gretz à Mortcerf. Aujourd'hui, c'est une gare de la Société nationale des chemins de fer français (SNCF) desservie par les trains de la ligne P du Transilien.
La Houssaye-en-Brie est également desservie par les lignes 10, 17, 21, 33 et 309 du réseau de bus du Pays Briard.

## Toponymie
Le nom de la localité est mentionné sous les formes Hosseia et Husea au XIIe siècle ; Hosseia, La Orsoie vers 1201 ; La Husseia en 1209 ; La Housaie, La Orsoie vers 1222 (Livre des vassaux) ; Domus de Husseia et La Housoie en 1223 ; La Hoursoiee, domus fortis en 1249 ; Hassay et Housoi vers 1250 ; La Houssoie en 1261 ; La forteresse de la Housoie au XIIIe siècle, en 1278 ; Houssoya en 1341 ; Le château de la Houssaye en 1416 ; La Hossais en 1673.
La Houssaye-en-Brie dériverait de l'ancien haut allemand « huls », le houx. Le nom désigne un « lieu où pousse le houx », le nom commun houx, d'origine germanique, s'est figé dans quelques noms de lieux.

## Histoire

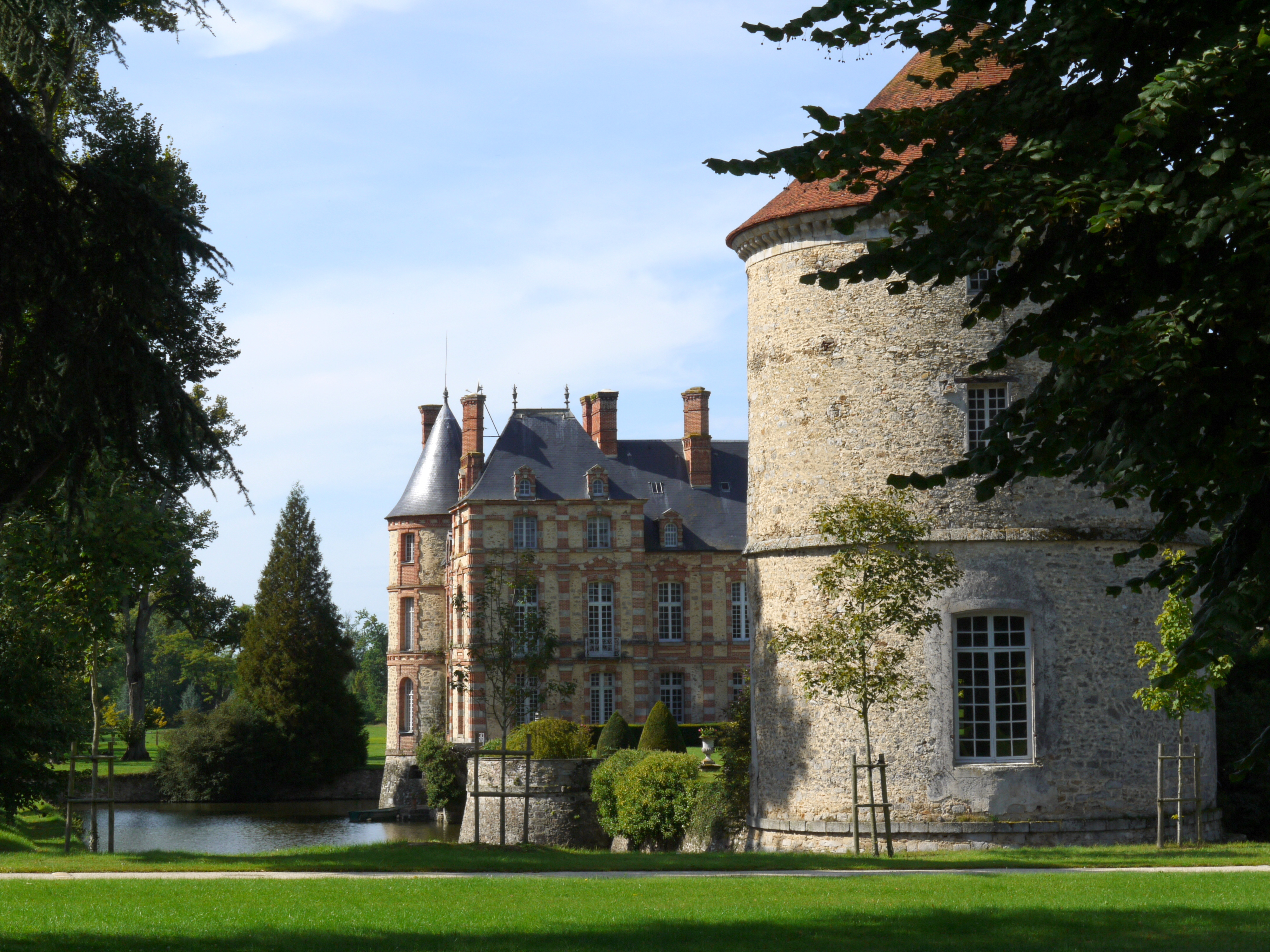
Château de la Houssaye.

Le village de La Houssaye-en-Brie est officiellement créé au Ve siècle. Au XIIe siècle, le village est appelé « Hosseia ». Il dépend alors en partie du roi de France, et en partie du comte de Champagne. Le territoire appartient alors à une branche cadette de la famille de Garlande, également seigneurs de Possesse et de Tournan. Les seigneurs de La Houssaye occupent le château de Garlande dont on aperçoit encore les vestiges dans la forêt du même nom. La construction du château de La Houssaye, semble remonter à 1300, date à laquelle la terre de Garlande fut partagée en deux portions toutes deux portées par mariage.
L'un de ses habitants, Étienne Jodelle, sieur du Limodin de 1532 à 1573 et membre fondateur de la Pléiade, se rend célèbre par ses poésies. En 1623, François de Monceaux, chevalier des ordres du roi, obtient de faire célébrer les saints offices en son château. Ce dernier est alors flanqué de pavillons avec des tourelles.
Le village de La Houssaye se groupe peu à peu autour de son château féodal et prend de bonne heure l’importance d'un petit bourg. Au temps de François Ier, il devient le siège de deux foires annuelles (jours de la Saint-Nicolas et de la Saint-Blaise) et d’un marché tous les vendredis. Les habitants obtiennent alors la permission du roi de se clore de murs. On peut encore observer les vestiges des murailles et des fossés d’enceintes. Le village comprenait également quelques hameaux aujourd'hui disparus : le château de Garlande, la Blanchardière, les Bossus, Bel Air, le Marchais-Marie, le Parc aux Veaux ainsi que la ferme de la Basse Cour, qui se tenait dans l'enceinte du château.
À la fin du XVIIIe siècle, le maréchal Augereau acquiert le château. Il y reçoit l'empereur Napoléon Ier en 1807, et y meurt le 12 juin 1816.
Le chemin de fer arrive à La Houssaye en 1860, avec l'ouverture de la gare de Marles construite sur le territoire de la commune, ainsi que la gare de La Houssaye (route de Crèvecœur).

### La découverte de la stratosphère
Le matin du 8 janvier 1899, un sondage par ballon est lancé depuis la station météorologique de Trappes, dans les Yvelines, à 6h37.
Il a pour but de mesurer la température de l’air pour différentes altitudes comprises entre le sol et l’altitude d’explosion du ballon, variable suivant les sondages réalisés, mais atteignant ce jour la valeur record de 12 984 mètres à 7h24.
Les données obtenues sont utilisées à des fins d’études météorologiques.
La sonde est retrouvée au sol le même jour à 9 h 30, au passage à niveau entre Les Chapelles-Bourbon et La Houssaye-en-Brie, par M. Auguste Lebrun, qui a la gentillesse de renvoyer le jour même, bien que ce soit un dimanche, lettre, télégramme et colis renfermant les données mesurées au service météorologique à 11 h 40. (il lui sera envoyé un mandat poste de 10 francs le surlendemain, pour indemnité).
Après dépouillement, par le service de la météorologie, des données enregistrées par ce ballon, il apparaît contre toute attente que les valeurs de températures, qui décroissent habituellement avec l’altitude, deviennent constantes, voire augmentent à partir de l’altitude de 11 000 mètres.
Ce sont ces données, d’abord qualifiées de douteuses, qui ont vraisemblablement donné lieu à la première réflexion sur l’existence d’une couche atmosphérique d’altitude plus chaude ou isotherme.
Ce n’est que plus tard, après 1909, que cette couche d’altitude sera baptisée « stratosphère » et c’est donc à ce sondage récupéré par M. Lebrun à la Houssaye, que l’on peut attribuer sa découverte.

## Politique et administration

### Situation administrative
Dans le cadre du redécoupage cantonal de 2014 en France, Fontenay-Trésigny est devenu le chef-lieu du canton de Fontenay-Trésigny qui regroupe 33 communes et 49 804 habitants.
Le canton de Fontenay-Trésigny comprend les communes suivantes : Bernay-Vilbert, La Chapelle-Iger, Les Chapelles-Bourbon, Châtres, Chaumes-en-Brie, Coubert, Courpalay, Courquetaine, Crèvecœur-en-Brie, Dammartin-sur-Tigeaux, Évry-Grégy-sur-Yerre, Faremoutiers, Fontenay-Trésigny, Grisy-Suisnes, Guérard, La Houssaye-en-Brie, Limoges-Fourches, Lissy, Liverdy-en-Brie, Lumigny-Nesles-Ormeaux, Marles-en-Brie, Mortcerf, Neufmoutiers-en-Brie, Ozouer-le-Voulgis, Pécy, Le Plessis-Feu-Aussoux, Pommeuse, Presles-en-Brie, Rozay-en-Brie, Soignolles-en-Brie, Solers, Vaudoy-en-Brie, Voinsles. Le redécoupage a pris effet en mars 2015, lors du renouvellement général des assemblées départementales.
Le canton de Fontenay-Trésigny se situe dans le département de Seine-et-Marne qui a pour commune chef-lieu la ville de Melun. Le canton de Fontenay-Trésigny est composé de communes appartenant aux arrondissements de Provins (17 communes), Melun (13 communes) et Meaux (3 communes). La Houssaye-en-Brie appartient à l'arrondissement de Provins, le plus étendu mais le second moins peuplé et le moins dense du département. Cet arrondissement de 9 ancien cantons et 165 communes comptait 161 849 habitants en 2012.
La Houssaye-en-Brie appartenait jusqu'alors au canton de Rozay-en-Brie, qui comprenait 22 communes et comptait 25 985 habitants en 2012. Fontenay-Trésigny était la commune la plus peuplée du canton, loin devant Rozay-en-Brie qui compte près de la moitié de sa population. Le canton de Rozay-en-Brie faisait partie de l’arrondissement de Provins. De la Révolution à 1926, La Houssaye-en-Brie et le canton de Rozay-en-Brie appartenaient à l'arrondissement de Coulommiers, puis de 1926 à 2005 à l'arrondissement de Melun avant de passer à l'arrondissement de Provins en 2006.

### Tendances politiques et résultats
Longtemps marquée par les rapports sociaux découlant de la propriété foncière, la Seine-et-Marne est, de manière générale, un département de tradition plutôt conservatrice, même si elle a été rapidement, sous la Troisième République, gagnée aux idées républicaines. Cette tradition conservatrice se manifeste notamment dans les arrondissements ruraux de Seine-et-Marne, où sont régulièrement élus des candidats issus des partis de droite.
Lors des élections départementales de 2015, Jean-Jacques Barbaux (maire de Neufmoutiers-en-Brie et conseiller général sortant du canton de Rozay-en-Brie) et Daisy Luczak (maire de Courquetaine), binôme UMP, ont été élus conseillers départementaux au second tour pour le canton de Fontenay-Trésigny. Jean-Jacques Barbaux a été ensuite élu président du conseil départemental de Seine-et-Marne.

### Liste des maires
Depuis 1953, cinq maires se sont succédé à La Houssaye-en-Brie :
| Période                                  | Période   | Identité          | Étiquette | Qualité             |
| ---------------------------------------- | --------- | ----------------- | --------- | ------------------- |
| Les données manquantes sont à compléter. |           |                   |           |                     |
| 1953                                     | 1976      | Louis Waechter    |           |                     |
| 1976                                     | mars 1983 | René Lozet        |           |                     |
| mars 1983                                | mars 2001 | Maurice Schuchard | DVD       | Exploitant agricole |
| mars 2001                                | mars 2008 | André Gérard      | DVD       |                     |
| mars 2008                                | En cours  | Jean Abiteboul    | SE        | Chef d'entreprise   |

La mairie a été construite en 1855. Elle était distincte d’une autre propriété communale : le presbytère, bâti à la même époque et qui a été transformé pour le secrétariat de la mairie.

### Instances judiciaires et administratives
La Houssaye-en-Brie relève du tribunal d'instance de Meaux, du tribunal de grande instance de Meaux, de la cour d'assises de Melun, de la cour d'appel de Paris, du tribunal pour enfants de Meaux, du conseil de prud'hommes de Meaux, du tribunal de commerce de Meaux, du tribunal administratif de Melun et de la cour administrative d'appel de Paris.

### Intercommunalité
La Houssaye-en-Brie fait partie de la communauté de communes du Val Briard qui regroupe 25 communes adhérentes au 1er janvier 2017, puis 21 depuis le 1er janvier 2018.
La commune adhère également aux syndicats intercommunaux suivants :
- SI d'adduction d'eau potable et d'assainissement de la région de la Houssaye-en-Brie ;
- SI d'aménagement du ru de Bréon ;
- SI d'élaboration et de gestion d'un centre de loisirs (piscine) ;
- Syndicat Départemental d'Electification de Seine-et-Marne (SDESM) ;
- SI de gestion des Ordures Ménagères (COVALTRI)
- Syndicat Mixte à VOcation Multiple (SMAVOM de Tournan)

### Jumelages
La commune de La Houssaye-en-Brie n'est jumelée avec aucune autre commune.

### Politique environnementale
La commune de La Houssaye-en-Brie adhère, via la Communauté de Communes du Val Briard, au syndicat mixte intercommunal pour la collecte et le Traitement des ordures ménagères (COVALTRI) de la région de Coulommiers.
Le SMICTOM exploite deux déchetteries à Coulommiers et Jouy-sur-Morin. L’usine de traitement de Coulommiers, construite en 1970, traite les déchets ménagers des 54 communes de la partie Nord-Est du département de Seine-et-Marne.
La compétence de traitement a été transférée au niveau intercommunal au syndicat mixte intercommunal de traitement des ordures ménagères (SMITOM) de Monthyon. Il est chargé du traitement des déchets, de la gestion du centre intégré de Ttaitement (CIT) de Monthyon, des déchèteries et des stations de transit.

## Équipements et services

### Eau et assainissement
L’organisation de la distribution de l’eau potable, de la collecte et du traitement des eaux usées et pluviales relève des communes. La loi NOTRe de 2015 a accru le rôle des EPCI à fiscalité propre en leur transférant cette compétence. Ce transfert devait en principe être effectif au 1er janvier 2020, mais la loi Ferrand-Fesneau du 3 août 2018 a introduit la possibilité d’un report de ce transfert au 1er janvier 2026,.

#### Assainissement des eaux usées
En 2020, la gestion du service d'assainissement collectif de la commune de La Houssaye-en-Brie est assurée par le SIAEPA de la région de La Houssaye-en-Brie pour la collecte, le transport et la dépollution,,.
L’assainissement non collectif (ANC) désigne les installations individuelles de traitement des eaux domestiques qui ne sont pas desservies par un réseau public de collecte des eaux usées et qui doivent en conséquence traiter elles-mêmes leurs eaux usées avant de les rejeter dans le milieu naturel. Le SIAEPA de la région de La Houssaye-en-Brie assure pour le compte de la commune le service public d'assainissement non collectif (SPANC), qui a pour mission de vérifier la bonne exécution des travaux de réalisation et de réhabilitation, ainsi que le bon fonctionnement et l’entretien des installations,.

#### Eau potable
En 2020, l'alimentation en eau potable est assurée par le SIAEPA de la région de La Houssaye-en-Brie qui gère le service en régie,.

## Population et société

### Démographie
L'évolution du nombre d'habitants est connue à travers les recensements de la population effectués dans la commune depuis 1793. Pour les communes de moins de 10 000 habitants, une enquête de recensement portant sur toute la population est réalisée tous les cinq ans, les populations de référence des années intermédiaires étant quant à elles estimées par interpolation ou extrapolation. Pour la commune, le premier recensement exhaustif entrant dans le cadre du nouveau dispositif a été réalisé en 2007.

En 2022, la commune comptait 1 703 habitants, en évolution de +4,22 % par rapport à 2016 (Seine-et-Marne : +3,92 %, France hors Mayotte : +2,11 %).
| 1793 | 1800 | 1806 | 1821 | 1831 | 1836 | 1841 | 1846 | 1851 |
| ---- | ---- | ---- | ---- | ---- | ---- | ---- | ---- | ---- |
| 500  | 726  | 656  | 683  | 678  | 688  | 643  | 675  | 674  |

| 1856 | 1861 | 1866 | 1872 | 1876 | 1881 | 1886 | 1891 | 1896 |
| ---- | ---- | ---- | ---- | ---- | ---- | ---- | ---- | ---- |
| 683  | 702  | 690  | 598  | 585  | 600  | 630  | 618  | 672  |

| 1901 | 1906 | 1911 | 1921 | 1926 | 1931 | 1936 | 1946 | 1954 |
| ---- | ---- | ---- | ---- | ---- | ---- | ---- | ---- | ---- |
| 672  | 633  | 616  | 582  | 601  | 535  | 522  | 537  | 556  |

| 1962 | 1968 | 1975 | 1982 | 1990  | 1999  | 2006  | 2007  | 2012  |
| ---- | ---- | ---- | ---- | ----- | ----- | ----- | ----- | ----- |
| 580  | 548  | 751  | 787  | 1 038 | 1 456 | 1 585 | 1 606 | 1 627 |

| 2017  | 2022  | - | - | - | - | - | - | - |
| ----- | ----- | - | - | - | - | - | - | - |
| 1 629 | 1 703 | - | - | - | - | - | - | - |

Il y eut une vive augmentation de la population entre 1982 et 1999, avant une tendance à la stabilisation depuis 1999. La structure démographique est marquée par une tendance à l’accroissement des plus de 40 ans en pourcentage, depuis 1990.
Le territoire est attractif pour les populations, liée à la richesse et diversité de son site naturel (boisements, etc), à son offre de logements à caractère résidentiel et à sa proximité vis-à-vis de l'agglomération parisienne, ou d'autres centres urbains proches, avec aussi une desserte ferrée à proximité.

### Enseignement
La Houssaye-en-Brie est située dans l'académie de Créteil.
Le groupe scolaire communal comprend : 2 classes de maternelle et 5 classes élémentaires ainsi qu’une cantine.
La commune est rattachée au collège Jean-Baptiste-Vermay de Tournan-en-Brie. L’établissement, qui a été entièrement rénové et agrandi de plus de 2 500 m2 en 2014, fait partie des plus grands collèges de Seine-et-Marne.

### Santé
Les hôpitaux les plus proches sont la clinique privée de Tournan-en-Brie, le centre hospitalier de Marne-la-Vallée et le centre hospitalier de Coulommiers.

### Sécurité

#### Police - Gendarmerie
La Houssaye-en-Brie dépend de la brigade territoriale autonome de la gendarmerie nationale de Mortcerf.

#### Sapeurs-Pompiers
La Houssaye-en-Brie dépend du centre d'intervention et de secours de Fontenay-Trésigny.

### Sports

#### Activités
La Houssaye-en-Brie compte une demi-douzaine d'associations sportives couvrant divers sports. La commune de La Houssaye-en-Brie est adhérente au syndicat intercommunal de la piscine de Fontenay-Trésigny.

#### Équipements sportifs
La ville dispose d'un espace municipal avec un terrain multisports permettant la pratique du football, du basket-ball, du handball et du volley-ball, avec deux courts de tennis ainsi qu'une table de tennis de table.

### Cultes
La commune de La Houssaye-en-Brie fait partie de la paroisse catholique « Pôle missionnaire de Mormant » au sein du diocèse de Meaux. Elle dispose de l'église Saint-Nicolas.

## Économie

### Revenus de la population et fiscalité
En 2019, le nombre de ménages fiscaux de la commune était de 612, représentant 1 670 personnes et la  médiane du revenu disponible par unité de consommation  de 26 690 euros.

### Emploi
En 2018, le nombre total d’emplois dans la zone était de 520, occupant 856 actifs  résidants (dont 18,2 % dans la commune de résidence et 81,8 % dans une commune autre que la commune de résidence).
Le taux d'activité de la population (actifs ayant un emploi) âgée de 15 à 64 ans s'élevait à 73,8 % contre un taux de chômage de 6,2 %. 
Les 20,1 % d’inactifs se répartissent de la façon suivante : 11 % d’étudiants et stagiaires non rémunérés, 5,3 % de retraités ou préretraités et 3,8 % pour les autres inactifs.

### Secteurs d'activité

#### Entreprises et commerces
Au 31 décembre 2019, le nombre d’unités légales (activités marchandes hors agriculture) par secteur d'activité était de 122 dont 12 dans l’industrie manufacturière, industries extractives et autres, 32 dans la construction, 23 dans le commerce de gros et de détail, transports, hébergement et restauration, 5 dans l’Information et communication, 7 dans les activités financières et d'assurance, 1 dans les activités immobilières, 21 dans les activités spécialisées, scientifiques et techniques et activités de services administratifs et de soutien, 10 dans l’administration publique, enseignement, santé humaine et action sociale et 11 étaient relatifs aux autres activités de services.
En 2021, 23 entreprises ont été créées sur le territoire de la commune, dont 21 individuelles.
Au 1er janvier 2022, la commune ne disposait pas d’hôtel et de terrain de camping.
La commune compte sept commerces : boulangerie-pâtisserie, chocolaterie, épicerie, restaurant, maraîchage, création de vêtements, taxi.
Plusieurs sites industriels sont présents sur la commune, principalement dans la zone artisanale de l'Alouette située au sud à proximité de la gare de Marles-en-Brie.

#### Agriculture
Le territoire fait l’objet d’exploitations peu diversifiées. L’activité agricole reste importante. Le recensement agricole 2010 fait état de sept exploitations agricoles en activité ayant leur siège dans la commune contre 13 en 2000 et 14 en 1988.
La Houssaye-en-Brie est dans la petite région agricole dénommée la « Brie boisée », une partie de la Brie autour de Tournan-en-Brie. En 2010, l'orientation technico-économique de l'agriculture sur la commune est diverses cultures (hors céréales et oléoprotéagineux, fleurs et fruits).
Si la productivité agricole de la Seine-et-Marne se situe dans le peloton de tête des départements français, le département enregistre un double phénomène de disparition des terres cultivables (près de 2 000 ha par an dans les années 1980, moins dans les années 2000) et de réduction d'environ 30 % du nombre d'agriculteurs dans les années 2010. Cette tendance se retrouve au niveau de la commune où le nombre d’exploitations est passé de 14 en 1988 à 7 en 2010. Parallèlement, la taille de ces exploitations augmente, passant de 61 ha en 1988 à 108 ha en 2010.
Le tableau ci-dessous présente les principales caractéristiques des exploitations agricoles de Houssaye-en-Brie, observées sur une période de 22 ans : 
|                                      | 1988 | 2000 | 2010 |
| ------------------------------------ | ---- | ---- | ---- |
| Dimension économique,                |      |      |      |
| Nombre d’exploitations (u)           | 14   | 13   | 7    |
| Travail (UTA)                        | 32   | 30   | 12   |
| Surface agricole utilisée (ha)       | 850  | 906  | 755  |
| Cultures                             |      |      |      |
| Terres labourables (ha)              | 790  | 843  | 742  |
| Céréales (ha)                        | 549  | 567  | 477  |
| dont blé tendre (ha)                 | 340  | 401  | 326  |
| dont maïs-grain et maïs-semence (ha) | 174  | 116  | s    |
| Tournesol (ha)                       | 57   |      |      |
| Colza et navette (ha)                | 27   | s    | 84   |
| Élevage                              |      |      |      |
| Cheptel (UGBTA)                      | 185  | 102  | 8    |

## Culture locale et patrimoine

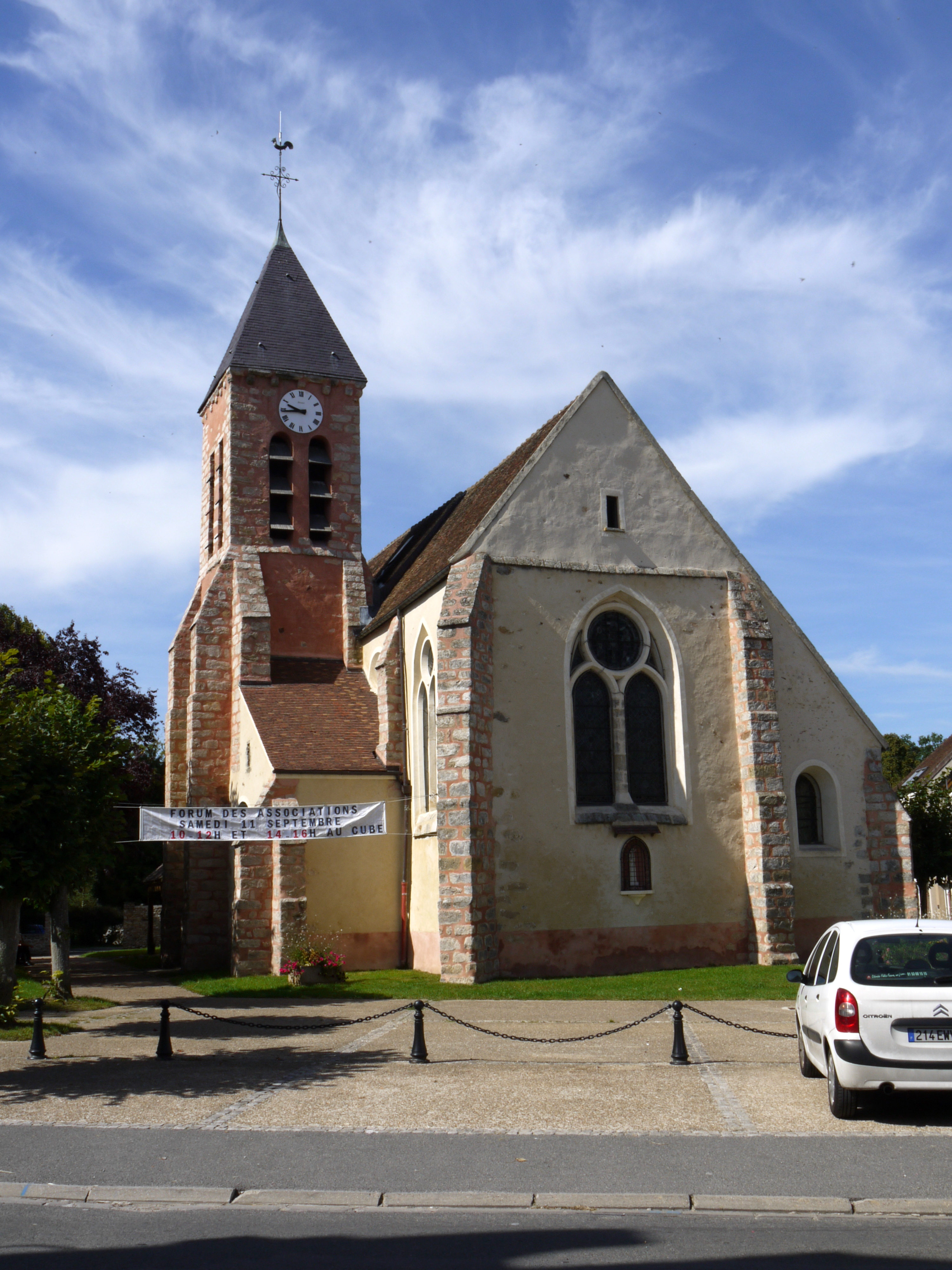
Église Saint-Nicolas.

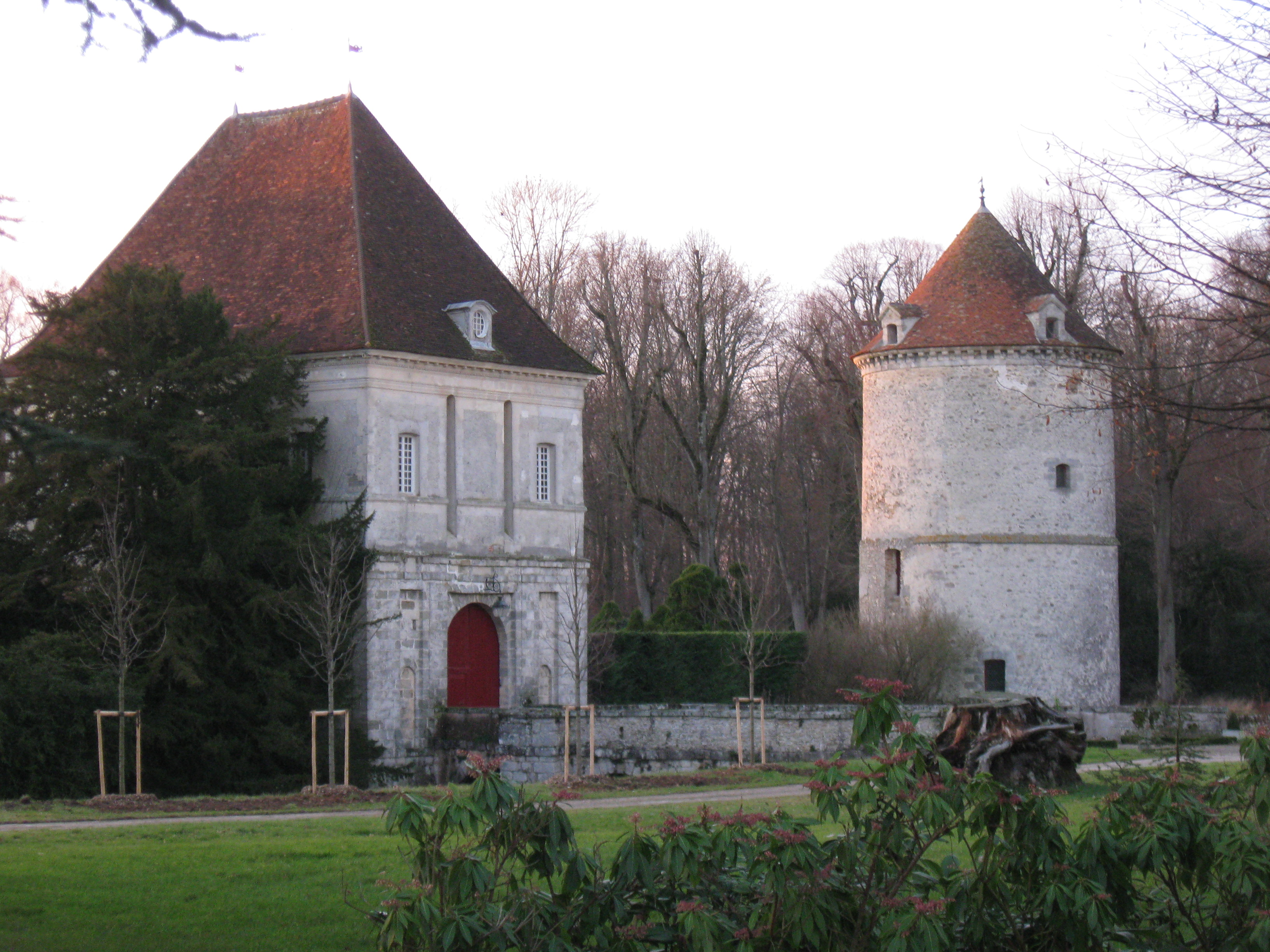
Donjon et pigeonnier du château.

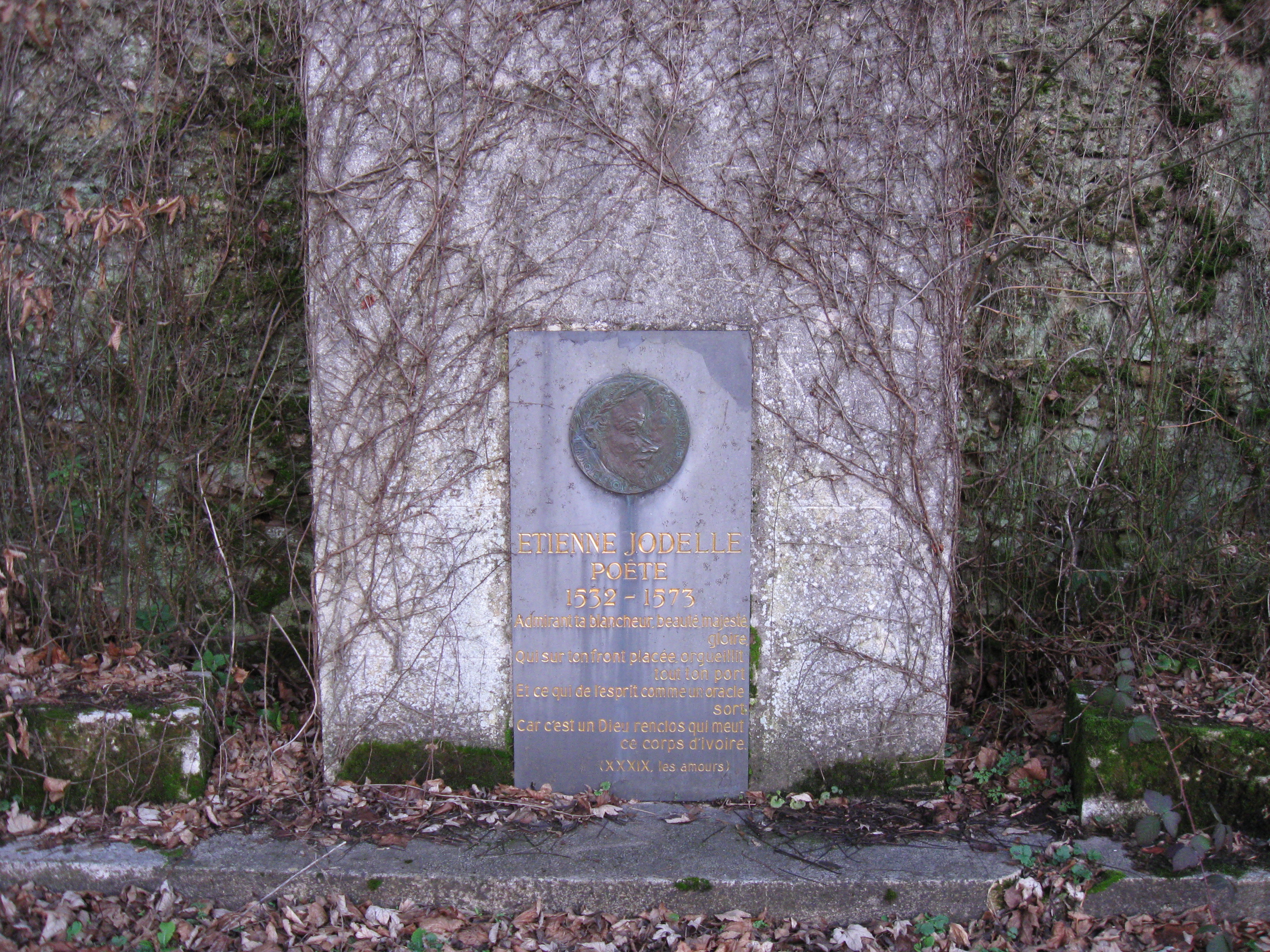
Stèle d'Étienne Jodelle.

### Monuments et lieux remarquables
La commune compte Trois monuments répertoriés à l'inventaire des monuments historiques (Base Mérimée) :
- Château de la Houssaye, ancien château du maréchal Augereau. Ce château comprend un pigeonnier et un donjon tailladé en pierre. Les rainures de l'ancien pont-levis servant d'entrée à une avant-cour joignant les trois bâtisses sont encore visibles. La tour ronde rappelle les manoirs médiévaux. Les bases du château sont probablement XIIe siècle ou XIIIe siècle,  Inscrit MH[82] ;
- Parc du château de la Houssaye,  Inscrit MH[83] ;
- Manoir du Limodin,  Inscrit MH[84].

### Autres lieux et monuments
- L'église Saint-Nicolas[85] remonte au XIIe siècle. Le style du chœur est caractéristique du XIVe siècle, et le clocher daté du XVIe siècle, au sommet duquel se trouve un modillon. Il convient d’ajouter le patrimoine mobilier classé suivant : 
  - Verrière : La Crucifixion (Chœur)[86] ;
  - Tableau représentant  La Vierge de Pitié[87] ;
  - Monument funéraire du maréchal Augereau. En forme de sarcophage double, ce monument abrite les restes du maréchal Augereau et de Jeanne de Chavanges, morts au château de La Houssaye le 12 juin 1816 et le 7 juillet 1912[88];
  - Dalle funéraire d'un lieutenant général de la chatellerie de Tournan et de sa femme, mort en 1540[89] ;
  - Trois statues de poutre de gloire : Christ en croix, Vierge et saint Jean  (Tribune)[90] ;
  - Deux statues de saint Blaise et saint Nicolas  (Au sud et au nord du maître-autel)[91] ;
  - Statuette de saint Sébastien  (Console, côté nord du portail occidental)[92] ;
  - Tableau représentant l'Adoration des bergers  (Sacristie)[93] ;
  - Tableau, cadre : Le Baptême du Christ  (Sacristie)[94] ;
  - Châsse en forme d'église avec vitre sur au moins un côté. Le bois est peint en brun et rouge. À l'intérieur, attestation manuscrite du contenu de la châsse.  (Sacristie)[95] ;
  - Chaire à prêcher, en grande partie composée de panneaux gothiques autrefois couverts de petites fleurs de lis mutilées à l'époque révolutionnaire[96].
  - Cloche[97].
- Le prieuré Saint-Martin date du XVIIIe siècle, lieu de fondation et maison-mère de la congrégation des Frères Missionnaires des Campagnes fondé par le père Michel-Dominique Epagneul en 1943.
- La stèle d'Étienne Jodelle, édifiée en 1950[98].
- Sur le plan touristique, les paysages champêtres, les boisements, les cours d’eau et les nombreuses mares renforcent également l'attractivité de la commune et ses possibilités de développement récréatives et de loisirs.

### Équipements culturels
La Houssaye-en-Brie compte deux salles municipales :
- Salle des Marnières, qui peut recevoir au maximum 80 personnes est équipée de tables et de chaises.
- Salle Jodelle, d'une superficie de 75 m2 et pouvant recevoir au maximum 40 personnes est équipée de tables et de chaises. Elle dispose d'un réfrigérateur, d'une cuisinière et de la vaisselle[99].

La commune dispose d'une bibliothèque communale.

### Personnalités liées à la commune
- Jean Bureau (vers 1390-1463), Grand Maître de l'Artillerie de France, seigneur de la Houssaye en 1450.
- Étienne Jodelle (1532-1573), poète et membre fondateur de la Pléiade.
- Charles Pierre François Augereau, maréchal d'Empire (1757-1816), y possédait le château de la Houssaye où il mourut.
- Alfred Perot, astronome et physicien (1863-1925) y acquit en 1904 l'ancien rendez-vous de chasse de la Maison d'Orléans (Madame Adélaïde), situé rue de Bussière, où il séjourna tous les étés.
- Arletty (1898-1992), une fois libérée de Drancy mais assignée à résidence et interdite de tourner en 1944 (elle fut condamnée à un blâme par le Comité national d'Epuration le 6/11), séjourna dix-huit mois chez "des amis résistants" au château de La Houssaye.

#### Histoire
- Christian de Bartillat, Au Village de Brie, Presses du Village, 1984, 352 p.
- Frédéric-Auguste Denis, Lectures sur l'histoire de l'agriculture en Seine-et-Marne, Presses du Village, 1982, 376 p.
- Louis-Marie Horrie, La Houssaye-en-Brie, village de France, 1973
- André Laurent, La Seine-et-Marne autrefois, Éditions Horvath, 1982, 192 p.  (ISBN 2-7171-0238-8)
- François et Maguy Palau, Le rail en France : Le Second empire (1852-1857), Tome I, Paris, Palau, 1998, 215 p.  (ISBN 2-95094-211-3)
- François et Maguy Palau, Le rail en France - Tome II, 1858 - 1863, 2001, 223 p.  (ISBN 978-2-95094-212-8)
- René-Charles Plancke, La vie rurale en Seine-et-Marne 1853-1953, Éditions Amatteis, 1982, 256 p.
- René-Charles Plancke, Histoire de Seine-et-Marne vie paysanne, Éditions Amatteis, 1986, 432 p.

#### Patrimoine architectural
- Le patrimoine des communes de la Seine-et-Marne - tome 2, Paris, Editions Flohic, 2001, 1507 p. (ISBN 2-84234-100-7), « La Houssaye-en-Brie », p. 1332–1333

#### Urbanisme
- Elaboration du Plan Local d'Urbanisme sur le site de la mairie